# Allá donde muere el viento
Pour plus de détails, voir Fiche technique et Distribution.
Allá donde muere el viento est un film argentin réalisé par Fernando Siro, sorti en 1976.

## Fiche technique
- Titre original : Allá donde muere el viento
- Titre USA : "Where the Wind Dies"
- Réalisation : Fernando Siro
- Scénario : Enrique Torres

## Distribution
- John Russell
- Tippi Hedren
- Mala Powers
- María Aurelia Bisutti
- Tom Castronuova
- Robert Dore
- Ovidio Fuentes
- Inda Ledesma
- Nelly Panizza
- Ignacio Quirós